# Карське море

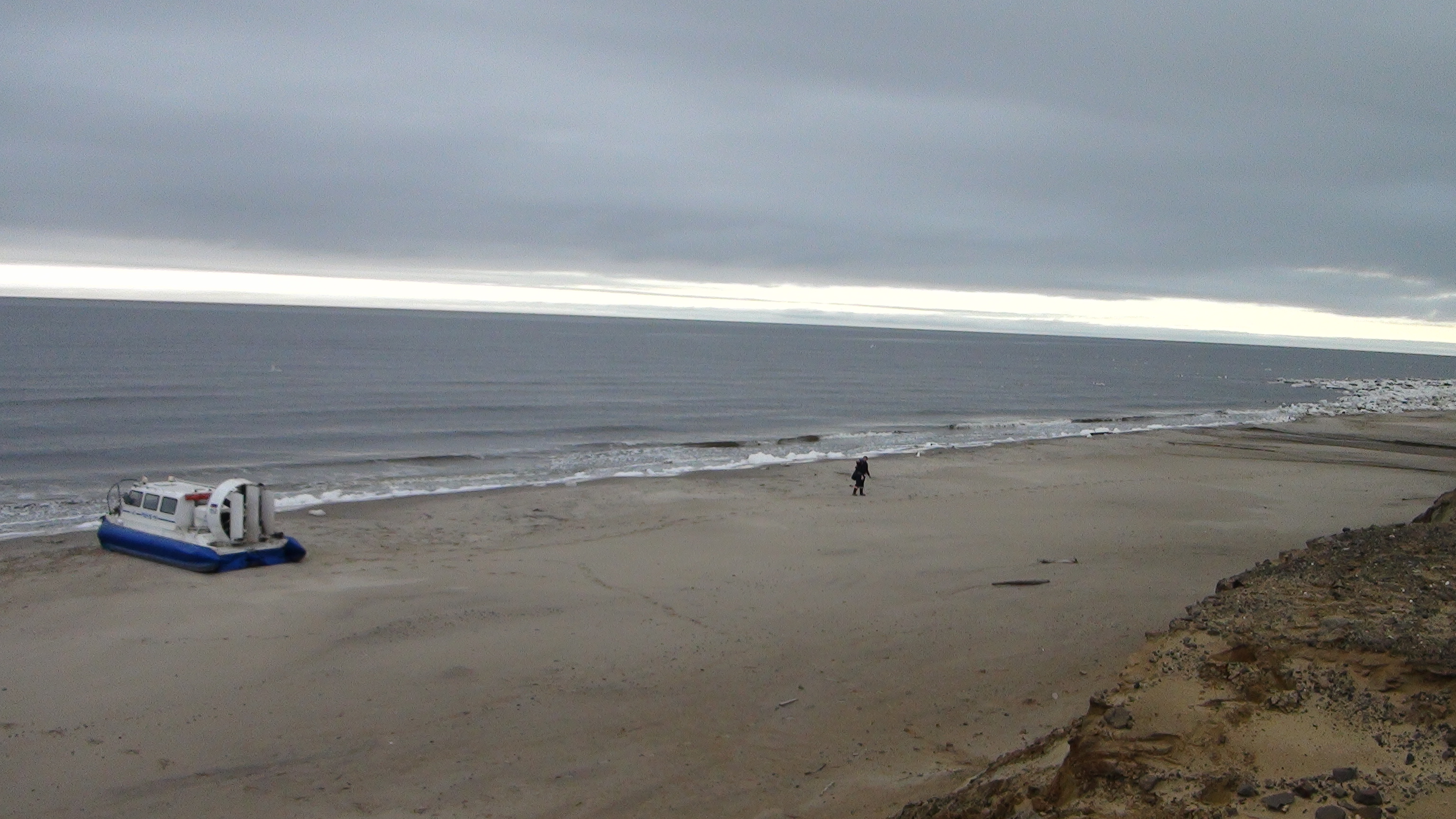
Катер на повітряній подушці Хивус-10 на березі Карського моря

Ка́рське мо́ре  (рос. Карское море) — окраїнне море Північного Льодовитого океану, біля берегів Азії, між Новою Землею і Північною Землею; 883 тис. км² глибина до 620 м; найважча ділянка Північного морського шляху.

## Клімат
Акваторія моря лежить в арктичному кліматичному поясі, лише південна частина в субарктичному. Цілий рік переважає полярна повітряна маса. Льодовий покрив цілорічний. Низькі температури повітря цілий рік. Атмосферних опадів випадає недостатньо. Порівняно м'яка зима і холодне літо. На південному заході влітку переважають прохолодні й вологі помірні повітряні маси, взимку — полярні з вітрами і значним зволоженням. Чітко відстежується сезонна зміна переважаючих вітрів.

## Межі моря
Міжнародна гідрографічна організація так визначає межі Карського моря::
- На заході: Західна межа з Баренцовим морем [від мису Кользат (81°08′ пн. ш. 65°13′ сх. д. / 81.133° пн. ш. 65.217° сх. д.) до мису Желанія[en] (76°57′ пн. ш. 68°36′ сх. д. / 76.950° пн. ш. 68.600° сх. д.), далі східними берегами островів Нова Земля, західною межею Маточкин Шар, від мису Срібний до мису Столбовий, західною межею протоки Карські Ворота, від мису Кусов Ніс до мису Рогатий, східним берегом острова Вайгач і по західній межі протоки Югорський Шар від мису Білий Ніс до мису Гребінь;
- На півночі: від мису Кользат до мису Арктичний[en] (81°16′ пн. ш. 95°43′ сх. д. / 81.267° пн. ш. 95.717° сх. д.) острів Північна Земля, острів Комсомолець;
- На сході: західний берег островів Північна Земля і східні межі проток Червоної Армії, Шокальського і Вилькицького;
- На півдні — материковий берег від мису Білий Ніс до мису Прончищева.

## Рельєф дна

Рельєф дна і течії Карського моря

Море майже повністю лежить на шельфі з глибинами до 100 метрів. Два жолоби — Святої Анни з максимальною глибиною 620 м (80°26′ пн. ш. 71°18′ сх. д. / 80.433° пн. ш. 71.300° сх. д.) і Вороніна з глибиною до 420 метрів — прорізають шельф з півночі на південь. Східно-Новоземельський жолоб з глибинами 200—400 метрів прямує уздовж східних берегів Нової Землі. Мілководне (до 50 м) Центральне Карське плато розташоване між жолобами.
Дно мілководь і височин покрито пісками і піскуватим мулом. Жолоби і улоговини покриті сірими, синіми і коричневими мулами. На дні центральної частини моря зустрічаються залізо-марганцеві конкреції.

## Гідрологічний режим
Циркуляція поверхневих вод моря має складний характер. У південно-західній частині моря відбувається замкнутий циклонний круговорот води. У центральній частині моря з Об-Єнісейського мілководдя розтікаються на північ опріснені води річок Сибіру.
Припливи в Карському морі півдобові, їх висота сягає 50—80 см. У холодний період великий вплив на припливи надає морський лід — величина припливу зменшується, поширення припливної хвилі йде із запізненням.
Море майже весь рік покрито льодами місцевого походження. Льодоутворення починається у вересні. Зустрічаються значні простори багаторічних льодів завтовшки до 4 метрів. Уздовж берегів утворюється припай, в центрі моря — плаваючі льоди.
Влітку льоди розпадаються на окремі масиви. Спостерігаються річні і сторічні коливання льодовитості.

## Температурний режим і солоність
Температура води біля поверхні моря взимку близька до –1,8 °C, тобто до температури замерзання. Вода в мілководних районах добре перемішана від поверхні до дна і має однакову температуру і солоність (близько 33 проміле). У жолоби проникають тепліші води з Баренцова моря, тому на глибинах 150—200 метрів в них виявляється шар з температурою води до 2,5 °C і солоністю 34 проміле. Річковий стік і танення льоду влітку призводять до зменшення солоності морської води нижче 34 проміле, в гирлах річок вода стає близькою до прісної.
Вода прогрівається влітку до 6 °C (на півночі тільки до 2 °C) у верхніх 50—70 метрах (на сході тільки 10—15 метрів).

## Екологія
У східній частині моря розташований Великий Арктичний заповідник.
Основна маса екологічних проблем Карського моря походить від підвищеного забруднення важкими металами вод річок що впадають у Єнісей та Об.
У роки Холодної війни Карське море було місцем таємних поховань ядерних відходів ВМФ СРСР:
- 1965—1988 — затоплені шість ядерних реакторів радянських атомних підводних човнів і десять інших ядерних реакторів[6].
- У 1981 у затоці Степового на східному узбережжі Малої Землі затопили пошкоджену АПЛ К-27. В порушення міжнародних правил, човен затоплено на глибині всього в 30 м (за правилами утилізації морських суден затоплення повинно проводитися на глибинах не менш як 3 тисячі метрів)[4].
- За даними, наданими урядом РФ Норвегії[7], крім K-27, радянські військовики затопили в Карському морі величезну кількість інших ядерних відходів: 17 000 контейнерів і 19 суден з радіоактивними відходами, а також 14 ядерних реакторів, п'ять з яких містять небезпечне відпрацьоване паливо. За даними британського видання BBC, рідкі відходи з низьким рівнем радіації нібито просто зливали в море[4].

## Палеоісторія
Сучасна акваторія моря склалася в результаті відступу плейстоценового заледеніння. В епоху раннього плейстоцену (1,80—0,78 млн років тому) рівень Північного Льодовитого океану був на 200—290 м нижче сучасного, гирла річок Об, Пура, Єнісей розташовувалися значно північніше, в межах сучасного шельфу Карського моря. У ході середнього плейстоцену (781—126 тис. років тому) море двічі поширювалося на південь приблизно до Сибірських Увалів. У Тобольський період (перша половина середнього плейстоцену) вода досягала сучасних відміток 20—30 м над рівнем моря і була тепліше завдяки течії з Атлантики — у південних берегів росли сальвінієві папороті, рдести, ялина, модрина, сосна, сибірський кедр. У Салехардський період вода досягала сучасних відміток 100—120 м над рівнем моря і була холоднішою через обмін з Арктикою. Температурний режим нагадував сьогоденний. У період пізнього плейстоцену (Казанцевський період, 126-11,7 Кілороків тому) вода відступила до сучасних відміток 60—70 м над рівнем моря, теплі атлантичні течії досягали берегів Таймиру. Кліматичні умови були схожі на сучасний південний захід Баренцова моря. Наприкінці плейстоцену підйом Західно-Сибірської рівнини відсунув море до сучасних меж.

## Початок мореплавства
Дата початку плавань по Карському моря невідома. Зафіксований тільки факт, що 1556 року англійський мандрівник Стівен Бороу зустрів у Карських воротах російських моряків і отримав чітке уявлення про морський шлях до гирла Обі, росіяни виявили повну готовність супроводжувати по цьому шляху англійців. Є відписка тобольських воєвод М. М. Годунова і І. Ф. Волконського царю від 1601 року, де дається опис цього шляху: протокою Югорський Шар до західної частини Ямалу, потім по річці Мутній (притоки Мордияхі) до озер Нейто і Ямбуто, вододілу з річкою Зеленою, далі волоком і річкою спуск в Обську губу. З Обської губи відкривався шлях на південь по Обі (Обдорськ) і на схід через Тазівську губу (Мангазея) в басейн Єнісею.
Першими іноземцями, які досягли Карського моря, були:
- між 1576 і 1580 роками — голландець Олівер Брюнель за дорученням Строганових зробив морське плавання з гирла Печори до гирла Обі (ймовірно, в складі російської команди);
- 1580 рік — експедиція англійських судів «Джордж» (капітан Артур Піт) і «Вільям» (капітан Чарльз Джекмен);
- 1594 рік — експедиція голландських судів «Лебідь» (командир адмірал Корнеліс Най) і «Меркурій» (капітан Брант Ізбрантсон) дійшла до гирла річки Кари;
- 1596 рік — третя експедиція голландця Віллема Баренца.
- 1619 року за наполяганням Тобольського воєводи князя І. С. Куракіна указом царя Михайла Федоровича торгові плавання через Карське море були заборонені, що призвело до поступового занепаду Мангазеї.

## Відновлення плавань
Береги Карського моря стали предметом вивчення Двінсько-Обського і Обсько-Єнісейського загонів Великої Північної експедиції. 1737 року лейтенанти Степан Малигін і Олексій Скуратов обігнули морем північну частину Ямальського півострова, а лейтенант Дмитро Овцин став першою людиною, яка пройшла морським шляхом з Обської губи в Єнісейську. 1740 року штурман Федір Мінін і підштурман Дмитро Стерлегов досягли точки 75°15'N, яка до 1878 року залишалася крайньою східною межею плавання в Карському морі.
1860 року шхуна «Єрмак» під командуванням П. П. Крузенштерна зробила невеликий успішний рейд в Карське море, однак через 2 роки при спробі повторити плавання вона була розчавлена кригою біля західних берегів Ямалу.

## Бойові дії під час Другої світової війни
Є припущення, що перша розвідка німцями майбутнього театру військових дій в Арктиці відбулася під час польоту дирижабля LZ 127 «Граф Цепелін» у липні 1931 року. Після приводнення в бухті Тихій (о. Гукера, Земля Франца-Йосифа) дирижабль пролетів за маршрутом Земля Франца-Йосифа — Північна Земля — о. Вардропер — о. Діксон — мис Фліссінгський (о. Північний, Нова Земля), потім взяв курс на острів Колгуєв і Архангельськ. Вершиною німецьких розвідувальних операцій на Крайній Півночі став рейд через Північний морський шлях із заходу на схід допоміжного крейсера «Комет» у серпні 1940 року (за первинного сприяння з боку СРСР).
Німцям вдалося створити в Арктиці кілька опорних пунктів. Так, в 1944 році на о. Земля Олександри (архіпелаг Земля Франца-Йосифа) була виявлена підскальна база підводних човнів, а в 1951 році там же — метеостанція експедиції «Шукачи скарбів», що діяла в 1943—1944 роках. У 1946—1947 роках виявлено продовольчий склад на березі затоки Вовча (архіпелаг Норденшельда), а потім і база підводників на острові Кравкова (острови Мона). У архіпелазі Нова Земля німці зуміли спорудити три злітно-посадкові смуги: на острові Междушарський (1942 рік), мисах Костянтина (1943 рік) і Пінегіна. Ряд документів американської розвідки свідчать про те, що над Карським морем пролягав наддалекий повітряний маршрут від фінського Наутсі до Японії, польоти за яким на Junkers Ju 290 здійснювала в роки війни німецька Kommando Japan, виділена зі складу 2-ї ескадрильї групи далеких розвідників Fernaufklärungsgruppe 5.
У серпні 1942 року бойову вилазку в Карське море (операція «Вундерланд») зробив німецький важкий крейсер «Адмірал Шеєр», що потопив криголам «Олександр Сибіряков», а також ряд кораблів при обстрілі порту Діксон. Водночас головне своє завдання — знищити конвой ЕОН-18, який йшов з Тихого океану, крейсер не виконав. Після невдачі «Адмірала Шеера» кригсмарине зробила ставку на підводну війну.
У 1942—1944 роках у районі Нової Землі і в Карському морі діяло кілька німецьких підводних човнів спочатку 11-ї, а пізніше 13-ї і 14-ї флотилій. Так, 27 липня 1942 року човен U-601 обстріляв полярну станцію «Малі Кармакули» (о. Південний, Нова Земля) і знищив два гідролітаки ГСТ. 25 серпня ворожий човен обстріляв станцію «Мис Желанія», на початку вересня була обстріляна полярна станція на острові Уєдінєнія.
З липня по жовтень 1943 року в Карському морі перебувало до 13 субмарин, зведених у групу «Вікінг». Вони виставили 5 мінних загороджень. 23 липня артилерійським вогнем човна U-255 потоплено дослідницьке судно «Академік Шокальський». Також в липні були обстріляні полярні станції на острові «Правди» (архіпелаг Норденшельда) і в затоці Благополуччя (Нова Земля). У вересні у північних берегів Нової Землі безслідно зник радянський підводний човен К-1. Найбільших втрат від ворожих підводних човнів зазнав того року арктичний конвой ВА-18, внаслідок атаки на шляху від острова Нансена до Діксона втратив транспорти «Архангельськ» і «Сергій Кіров», а також тральщик Т-896.
У навігації 1944 року в морі діяв загін «Грейф» в числі 6 модернізованих підводних човнів: обладнаних шноркелем і безслідними самонавідними торпедами. 12 серпня субмарина U-365 розгромила біля острова Білий радянський конвой БД-5. 23 серпня в районі островів Мона загинули судна, які охороняли конвой ДВ-2: підводний човен U-957 торпедувала сторожовий корабель СКР-29, а U-739 потопила тральщик Т-120. У вересні підводні човни U-711 і U-957 захопили полярну станцію «Мис Стерлєгова» на Таймирі.
Для боротьби з німецькими підводними човнами, що прямують в Карське море, підводниками Північного флоту було виконано 8 бойових походів в район мису Желанія на Новій Землі. У серпні 1943 року радянський підводний човен С-101 потопив в цьому районі німецьку U-639. 5 вересня 1944 року тральщик Т-116 поблизу острова Уєдінєнія потопив підводний човен U-362, що встиг перед цим потопити радянське гідрографічне судно «Норд».

## Біологія
Акваторія моря утворює окремий екорегіон Карського моря арктичної морської зоогеографічної провінції. Зоогеографічно донна фауна континентального шельфу й острівних мілин до глибини 200 м належить до арктичної циркумполярної області арктичної зони.

### Флора і фауна
Флора і фауна Карського моря формується під впливом різнорідних кліматичних і гідрологічних умов на півночі і півдні. Великий вплив роблять і сусідні басейни, завдяки проникненню з них деяких теплолюбних форм (з Баренцова моря) і високоарктичних видів (з моря Лаптєвих). Екологічною межею їх поширення слугує 80-й меридіан. Значну роль у житті Карського моря відіграють і прісноводні елементи.
Якісно флора і фауна у Карському морі є біднішою, ніж у Баренцовому морі, але значно багатша, ніж у морі Лаптєвих. Це видно з порівняння їх іхтіофауни. У Баренцовому морі водиться 114 видів риб, в Карському — 54, а в море Лаптєвих — 37. Промислове значення в Карському морі мають: з сигів — омуль, муксун і ряпушка; з корюшкових — корюшка європейська; з тріскових — навага і сайда; з лососевих — нельма. Рибні промисли організовані тільки в бухтах, затоках і низов'ях річок. У морі водяться ластоногі різних видів: нерпа кільчаста, лахтаки, рідше моржі. У літню пору в великій кількості сюди заходить білуха — стадна тварина, яка здійснює регулярні сезонні кочівлі. У Карському морі водиться також білий ведмідь.

## Впадають річки
Об, Єнісей, Таз, Пур, Таймира, Пясіна, Надим.

## Порти
Діксон (Росія)